# مثله کردن سیاسی در فرهنگ بیزانس
فهرست زیر اسامی ۲۷ نفر از امپراتوران بیزانس یا روم شرقی است که سلطنت از آنها، به‌وسیلهٔٔ کور کردن یا کشتن گرفته شده است. این فهرست شامل امپراتورانی که در میدان جنگ یا حوادث غیر مربوط به انتقال قدرت، کشته شده‌اند، نمی‌شود.

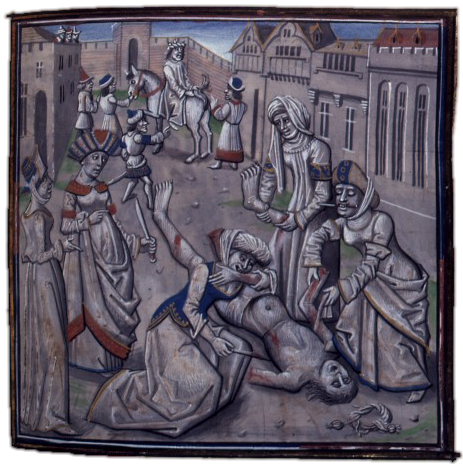
تصویری نقاشی شده، از کشتن آندرونیکوس یکم، امپراتور بیزانس در سال ۱۱۸۵ میلادی

سالهای حکمرانی (میلادی) - نام امپراتور - سال تولد و سال حادثه
۴۷۶–۴۹۱ - زنو - در سال ۴۲۵ میلادی، متولد شد و در سال ۴۹۱ میلادی، زنده بگور شد.
۵۸۲–۶۰۲ - موریکیوس - ۵۳۹ در سال ۴۲۵ میلادی، متولد شد و در سال ۶۰۲ میلادی، به‌وسیلهٔٔ قطع گردن کشته شد.
۶۰۲–۶۱۰ - فوکاس - سال تولد مشخص نیست. در سال ۶۱۰ میلادی، به‌وسیلهٔٔ قطع گردن کشته شد. 
۶۲۶–۶۴۱ - هراکلوناس - در سال ۶۲۶ میلادی، متولد شد و در سال ۶۴۱ میلادی، پس از مثله کردن (قطع بینی) او را کشتند.۶۱۲–۶۴۱ - کنستانتین سوم - در سال ۶۱۲ میلادی، متولد شد و در سال ۶۴۱ میلادی، به وسیلهٔ زهر به قتل رسید.
۶۴۱–۶۶۸ - کنستانس دوم - در سال ۶۳۰ میلادی، متولد شد و در سال ۶۶۸ میلادی، بر اثر اصابت با ضربهٔ سخت کشته شد.
۶۹۸–۷۰۵ - تیبریوس سوم - سال تولد مشخص نیست. در سال ۷۰۵ میلادی، به‌وسیلهٔٔ قطع گردن کشته شد.
۷۰۵–۷۱۳ - یوستی نیانوس دوم یا ژوستینیان دوم - در سال ۶۶۹ میلادی، متولد شد و در سال ۷۱۱ میلادی، به‌وسیلهٔ قطع گردن کشته شد.
۷۱۳–۷۱۵ - فیلیپیکوس - سال متولد مشخص نیست. در سال ۷۱۳ میلادی، او را نابینا کردند.
۷۸۰–۷۹۷ - کنستانتین ششم - در سال ۷۷۱ میلادی، متولد شد و در سال ۷۹۷ میلادی، او را نابینا کردند.
۸۱۳–۸۲۰ - لئوی پنجم (ارمنی) - در سال ۷۷۵ میلادی، متولد شد و در سال ۸۲۰ میلادی، به‌وسیلهٔٔ قطع گردن کشته شد.
۸۴۲–۸۶۷ - میخائیل سوم - در سال ۸۴۰ میلادی، متولد شد و در سال ۸۶۷ میلادی، با ضربهٔ شمشیر کشته شد.
۹۰۸–۹۲۰ - کنستانتین هفتم - در سال ۹۰۵ میلادی، متولد شد و در سال ۹۵۹ میلادی، با زهر کشته شد.
۹۵۹–۹۶۳ - رومانیوس دوم - در سال ۹۳۸ میلادی، متولد شد و در سال ۹۶۳ میلادی، با زهر کشته شد.
۹۶۳–۹۶۹ - نیکه فوروس دوم - در سال ۹۱۲ میلادی، متولد شد و در سال ۹۶۹ میلادی، به‌وسیلهٔٔ قطع گردن کشته شد.
۹۶۹–۹۷۶ - ژان یکم (امپراتور) - در سال ۹۲۵ میلادی، متولد شد و در سال ۹۷۶ میلادی، با زهر کشته شد.
۱۰۲۸–۱۰۳۴ - رومانوس سوم - در سال ۹۶۸ میلادی، متولد شد و در سال ۱۰۳۴ میلادی، با زهر کشته شد.
۱۰۴۱–۱۰۴۲ - میخائیل پنجم - در سال ۱۰۱۵ میلادی، متولد شد و در سال ۱۰۴۲ میلادی، او را نابینا کردند.
۱۰۶۷–۱۰۷۸ - رومانیوس چهارم - در سال ۱۰۳۲ میلادی، متولد شد و در سال ۱۰۷۱ میلادی با زهر کور شد.
۱۱۸۰–۱۱۸۳ - آلکسیوس دوم - در سال ۱۱۶۹ میلادی، متولد شد و در سال ۱۱۸۳ میلادی، به‌وسیلهٔٔ خفه کردن کشته شد.
۱۱۸۳–۱۱۸۵ - آندرونیکوس یکم - در سال ۱۱۱۸ میلادی، متولد شد و در سال ۱۱۸۵ میلادی، با شکنجه و قطع دست و پا کشته شد.
۱۱۸۵–۱۱۹۵ - ایزاک دوم - در سال ۱۱۵۶ میلادی، متولد شد و در سال ۱۱۹۳ میلادی، او را نابینا کردند.
۱۲۰۳–۱۲۰۴ - الکسیوس چهارم - در سال ۱۱۸۲ میلادی، متولد شد و در سال ۱۲۰۴ میلادی، او را با خفه کردن اعدام کردند.
۱۲۰۴–۱۲۰۴ - الکسیوس پنجم - در سال ۱۱۴۰ میلادی، متولد شد و در سال ۱۲۰۴ میلادی، او را نابینا کرده و با پرت کردنش از بالای ستونی در قسطنطنیه او را کشتند.
۱۲۵۸–۱۲۶۱ - جان چهارِم یا ژان چهارم (امپراتور) - در سال ۱۲۵۰ میلادی، متولد شد و در سال ۱۲۶۱ میلادی، او را نابینا کردند.
۱۳۷۶–۱۳۷۹ - آندرونیکوس چهارم - در سال ۱۳۴۸ میلادی، متولد شد و در سال ۱۳۷۳ میلادی، او را نابینا کردند.
۱۳۹۰–۱۳۹۰ - جان هفتم یا ژان هفتم (امپراتور) - در سال ۱۳۷۰ میلادی، متولد شد و در سال ۱۳۷۴ میلادی، او را نابینا کردند.

## پیوندها
http://en.wikipedia.org/wiki/Political_mutilation_in_Byzantine_culture